# Якты-Куль (Кармаскалинский район)
Якты́-Куль (баш. Яҡты Күл) — деревня в Кармаскалинском районе Республики Башкортостан Российской Федерации. Входит в состав  Подлубовского сельсовета. 

## География

### Географическое положение
Расстояние до:
- районного центра (Кармаскалы): 20 км,
- центра сельсовета (Подлубово): 3 км,
- ближайшей ж/д станции (Чишмы): 30 км.

## Население
| 2002 | 2009 | 2010 |
| ---- | ---- | ---- |
| 100  | ↘98  | ↘89  |

### Национальный состав
Согласно переписи 2002 года, преобладающая национальность — башкиры (71 %).